# María López-Fanjul y Díez del Corral
María López-Fanjul y Díez del Corral ist eine spanische Kunsthistorikerin.

## Werdegang
María López-Fanjul y Díez del Corral studierte von 1997 bis 2002 Kunstgeschichte an der Universidad Complutense de Madrid und der Universität Florenz. Noch 2002 ging sie an die City University of London, wo sie im Jahr darauf einen weiteren Master in Museum and Gallery Management erwarb. Anschließend setzte sie ihre Studien in Madrid fort und erlangte dort 2005 ein Diploma de Estudios Avanzados in Kunstgeschichte. Zwischen 2007 und 2011 absolvierte López-Fanjul ein Promotionsstudium am Courtauld Institute of Art der University of London.
Erste Erfahrungen an einem Museum sammelte López-Fanjul 2001 am Museo Reina Sofía in Madrid. Während ihres ersten Studienaufenthaltes in London arbeitete sie 2002/03 an der Middle East Section des Asian Department des Victoria and Albert Museum. Im Anschluss daran war sie bis 2004 Referentin für Ausstellungen und Publikationen an der Fundaciò La Caixa in Madrid. Zwischen 2004 und 2006 arbeitete López-Fanjul als persönliche Referentin Gabriele Finaldis, des Stellvertretenden Direktors des Madrider Museo del Prado. Seit 2012 ist sie für die Staatlichen Museen zu Berlin tätig, zunächst in der Generaldirektion und der Gemäldegalerie, seit 2017 als Kuratorin im Bode-Museum (Skulpturensammlung und Museum für Byzantinische Kunst) auf der Museumsinsel Berlin. Hier ist sie für die Abteilungen Italienische Kunst ab 1500, Spanische Kunst sowie Wissenschaftliches Outreach zuständig. 
López-Fanjul kuratierte unter anderem die Ausstellung El Siglo de Oro. Die Ära Velázquez (Gemäldegalerie, 2016 und Kunsthalle München 2017), die Ausstellungsreihe Der zweite Blick (Bode-Museum, 2019 und 2021), sowie die Ausstellungen Klartext: zur Geschichte des Bode-Museums (Bode-Museum, 2020) und Spanische Dialoge. Picasso aus dem Museum Berggruen zu Gast im Bode-Museum (Bode-Museum, 2023). Daneben forscht sie zur Frühneuzeitlichen Skulptur, der Malerei und Graphik Italiens und der Iberischen Halbinsel, zur Abendländischen Sammlungs- und Museumsgeschichte sowie zur Relevanz von Outreach im Kontext der wissenschaftlichen Arbeit von Museumskuratoren. An der TU Berlin war sie 2019/20 Lehrbeauftragte am Institut für Kunstwissenschaft.

## Publikationen (Auswahl)
- Herausgeberin: Spaniens goldene Zeit. Die Ära Velázquez in Malerei und Skulptur. Hirmer, München 2016, ISBN 978-3-7774-2478-1.
- Herausgeberin: Der zweite Blick. Spielarten der Liebe. arthistoricum.net/Universitätsbibliothek Heidelberg, Heidelberg 2020, Digitalisat.
  - englische Ausgabe: The second glance. All Forms of Love. arthistoricum.net/Universitätsbibliothek Heidelberg, Heidelberg 2020, Digitalisat.
- Herausgeberin: Der zweite Blick. Frauen. arthistoricum.net/Universitätsbibliothek Heidelberg, Heidelberg 2021, ISBN 978-3-98501-057-8, Digitalisat.
  - englische Ausgabe: The second glance. Women. arthistoricum.net/Universitätsbibliothek Heidelberg, Heidelberg 2021, ISBN 978-3-98501-059-2, Digitalisat.
- Herausgeberin mit Christine Seidel: How art works. Von Fragen und Antworten. Deutscher Kunstverlag, Berlin 2022, ISBN 978-3-422-98297-0.
  - englische Ausgabe: How art works. Of questions and answers. Deutscher Kunstverlag, Berlin 2022, ISBN 978-3-422-98303-8.
- Herausgeberin mit Andreas Huth: Neue kuratorische Strategien für alte Kunstsammlungen: Kunstwissenschaftliche Forschung als Basis für Outreach (= Themenheft Kritische Berichte 50, 4). 2022.